# 체코 하원
체코 공화국의회 하원(체코어: Poslanecká sněmovna Parlamentu České republiky) 또는 체코 대의원은 체코 의회의 하원이다.